# بخش آکسفورد (شهرستان توسکاراواس، اوهایو)
بخش آکسفورد (به انگلیسی: Oxford Township) یک منطقهٔ مسکونی در ایالات متحده آمریکا است که در شهرستان توسکاراوس، اوهایو واقع شده‌است.
 بخش آکسفورد ۶۴٫۶ کیلومتر مربع مساحت و ۵٬۱۳۳ نفر جمعیت دارد و ۲۴۵ متر بالاتر از سطح دریا واقع شده‌است.